# おひつじ座39番星
おひつじ座39番星（英語: 39 Arietis）はおひつじ座の方向に、約170光年離れた位置にある5等級の恒星である。寿命を迎えつつある橙色巨星の段階にある。

## 名称
フランスの天文学者ラカイユは、1757年に著した Astronomiae Fundamenta の中で、この星にラテン語で「北のユリ」を意味する Lilii Borea という名前を付けている。2017年9月5日、国際天文学連合の恒星の命名に関するワーキンググループ (Working Group on Star Names, WGSN) は、おひつじ座39番星の固有名として、Lilii Borea を正式に承認した。